# Tactile Mind
Tactile Minds é uma revista pornográfica desenvolvida especialmente para portadores de deficiência visual. É feita em auto relevo sendo possível a apalpação. Foi criada por Lisa Murphy.